# Ferschnitz
Ferschnitz osztrák mezőváros Alsó-Ausztria Amstetteni járásában. 2023 januárjában 1856 lakosa volt. 

## Elhelyezkedése

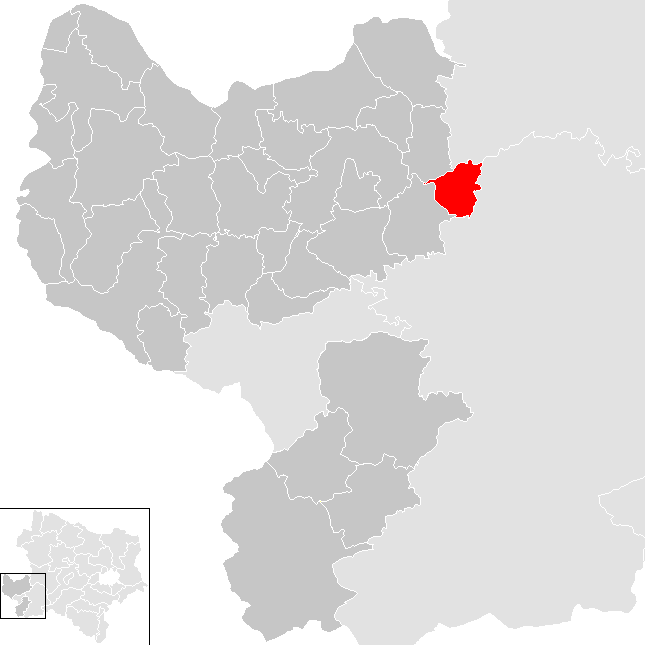
Ferschnitz az Amstetteni járásban

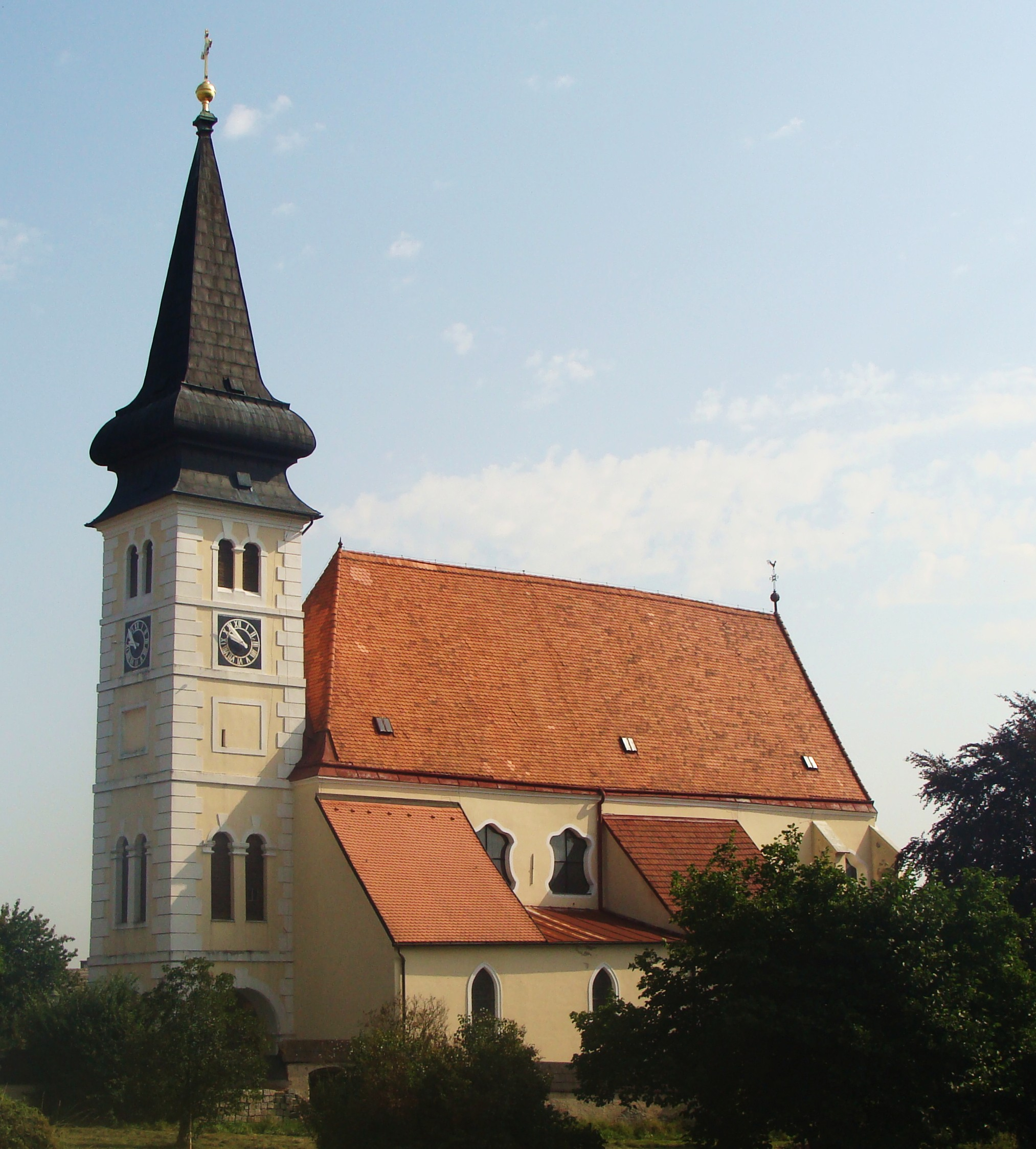
A Szt. Sixtus-plébániatemplom

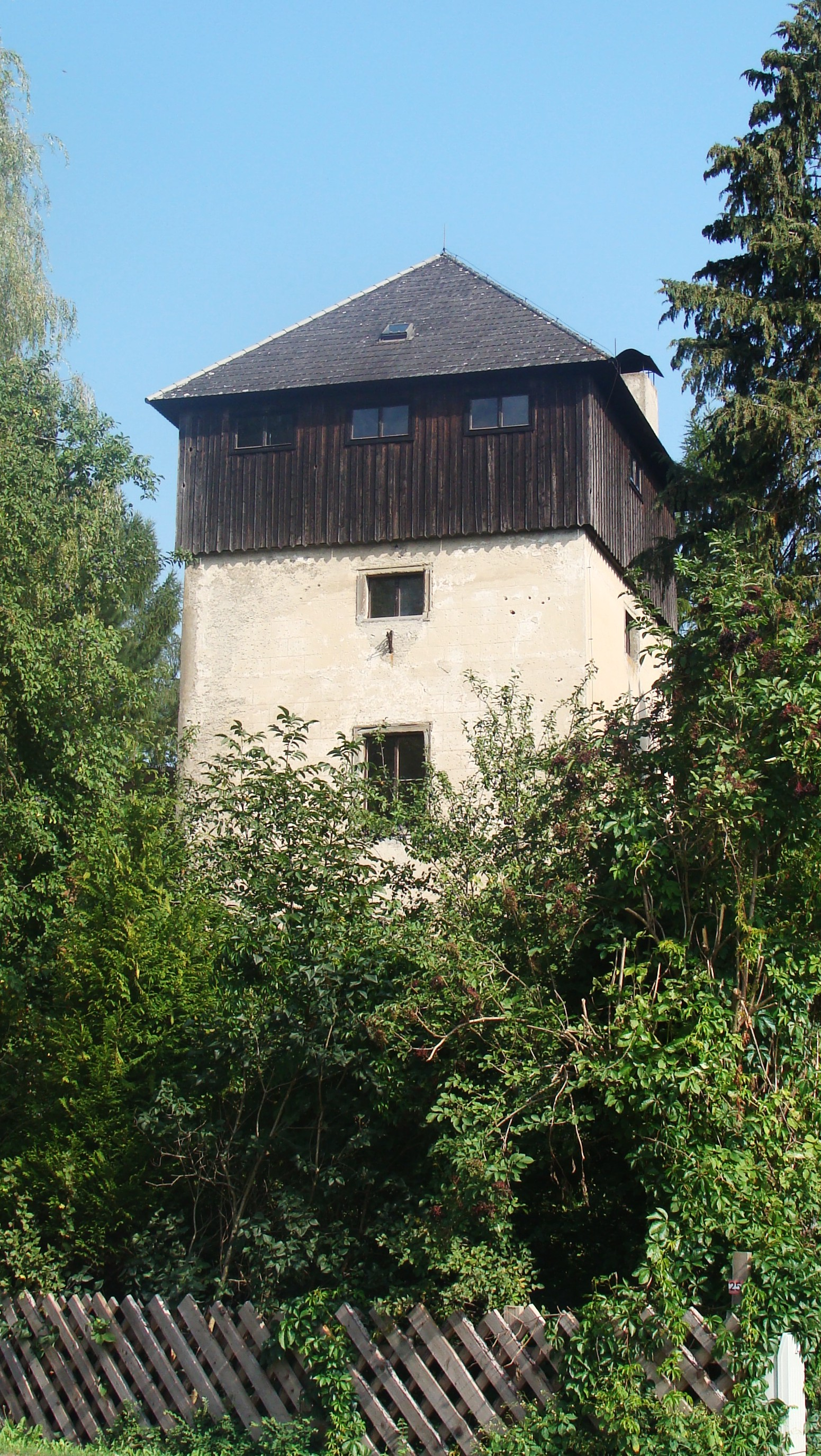
A volt freideggi kastély kaputornya

Ferschnitz a tartomány Mostviertel régiójában fekszik az Ybbs (a Duna mellékfolyója) völgyében. Folyóvizei a Ferschnitzbach, Grubbach és Gafringbach patakok, északi határát nagyjából az Ybbs alkotja. Területének 18,1%-a erdő, 66,1% áll mezőgazdasági művelés alatt. Az önkormányzathoz egy település tartozik és 2 katasztrális községre oszlik: Ferschnitz (1133,22 ha) és Innerochsenbach (421,81 ha).
A környező önkormányzatok: délnyugatra Euratsfeld, északnyugatra Sankt Georgen am Ybbsfelde, északra Blindenmarkt, délkeletre Steinakirchen am Forst, délre Wang.

## Története
Ferschnitz területét 976-ban kapták meg a regensburgi püspökök. A Ferschnitzbachot 1034-ben említik először, a település a 12. században alakult ki, miután megépült Freydegg vára. Freydegg 1452-ben házasság révén a Streun családhoz került. 1569-től Reichard Streun von Schwarzenau birtoka volt, aki II. Miksa császár udvarában a kamara elnöke volt és 1575-tól pompás reneszánsz kastélyává alakíttatta át a várat. Amikor 1581-ben másodszor nősült, a kastélyban tartott esküvőn a násznépre omlott a terem és többen meghaltak és megsérültek. 1589-ben von Schwarzenau közbenjárására Ferschnitz mezővárosi jogokat kapott. Az 1596/97-ben az alsó-ausztriai parasztfelkelés során itt is erőszakos cselekményekre került sor, a parasztok megtámadták a plébániát és akasztással fenyegették a papot, aki a kastélyba menekült. A kastély 1678-ban a Starhemberg családhoz került és náluk is maradt 1937-ig, azonban már a 18. században pusztulni kezdett és mára csak az előkert kaputornya és egy gazdasági szárny maradt meg az épületből.

## Lakosság
A ferschnitzi önkormányzat területén 2023 januárjában 1856 fő élt. A lakosságszám 1939 óta gyarapodó tendenciát mutat. 2020-ban az ittlakók 98,2%-a volt osztrák állampolgár; a külföldiek közül 0,9% a régi (2004 előtti), 0,7% az új EU-tagállamokból érkezett. 0,1% az egykori Jugoszlávia (Szlovénia és Horvátország nélkül) vagy Törökország, 0,2% pedig egyéb ország polgára volt. 2001-ben a lakosok 98,4%-a római katolikusnak, 0,4% evangélikusnak, 0,2% ortodoxnak, 1% pedig felekezeten kívülinek vallotta magát. Ugyanekkor a mezővárosban csak német anyanyelvűek éltek.
A népesség változása:

| 2016 | 1 718 |
| 2018 | 1 770 |

## Látnivalók
- a senfteneggi kastély
- a freydeggi kastély
- a Szt. Sixtus-plébániatemplom
- az innerochsenbachi Szt. Márton-templom

## Fordítás
- Ez a szócikk részben vagy egészben  a   Ferschnitz című német Wikipédia-szócikk ezen változatának fordításán alapul.  Az eredeti cikk szerkesztőit annak laptörténete sorolja fel. Ez a jelzés csupán a megfogalmazás eredetét és a szerzői jogokat jelzi, nem szolgál a cikkben szereplő információk forrásmegjelöléseként.